# جوزيبي سينيوري
جوزيبي سينيوري (بالإيطالية: Giuseppe Signori)‏ لاعب كرة قدم إيطالي مولود في 17 فبراير 1968 لعب ما بين 1984 و2006 في مركز المهاجم ويعتبر من الهدافين التاريخيين للمنتخب الإيطالي وسابع هداف في الدوري الإيطالي بتسجيله 188 هدفاً في 344 مباراة.